# Dia Internacional dels Bombers

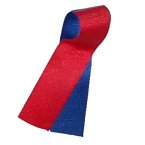
Llaç de l'IFFD

El Dia Internacional dels Bombers (en anglès International Firefighters' Day, IFFD) es celebra el 4 de maig per a honrar i agrair la feina i sacrifici dels bombers envers la seva comunitat.

## Origen
Després de la mort de 5 joves bombers a Linton, Austràlia, en un incendi forestal el 2 de desembre de 1998, J. J. Edmondson, tinent i bombera voluntària de Victòria, Austràlia, es va proposar crear un Dia Internacional del Bomber. Va enviar correus electrònics a les comunitats de bombers nacionals i internacionals, per tal de trobar el dia i el símbol que el representés, i durant setmanes va tenir intercanvi d'idees amb tots ells.

## La data
Es va triar el dia de la commemoració el 4 de maig, coincidint amb el dia de Sant Florià, patró dels bombers a molts països europeus i a Austràlia. L'IFFD es va celebrar per primer cop el 4 de maig de 1999.

## El símbol
El símbol de l'IFFD és un llaç blau sobre vermell (aigua sobre el foc). El blau i el vermell són els colors que representen el cossos d'emergències a tot el món.

## Difusió
El 2021 la Fundació Nacional pels Bombers Caiguts (NFFF) dels EUA es va unir a la celebració de l'IFFD proposant il·luminar les cases amb llum vermella el 4 de maig.